# Ctenospondylus
Ctenospondylus is een geslacht van uitgestorven Synapsida, behorend tot de Sphenacodontidae, dat tijdens het Perm leefde in het gebied van het huidige Noord-Amerika. Er zijn binnen het geslacht twee soorten benoemd: Ctenospondylus casei en Ctenospondylus ninevehensis.

## Vondst en naamgeving
In 1881 voerde prediker William Fletcher Cummins opgravingen uit bij de Slippery Creek in Archer County, Texas. Daarbij vond hij wervels van een synapside. Die zond hij naar professor Edward Drinker Cope in Philadelphia. Cope had toen al een enorme verzameling fossielen opgebouwd, meer dan hij, ondanks een verbluffende snelheid van publiceren, kon beschrijven. Kennelijk vond hij de vondst niet bijzonder genoeg om te vermelden. Vlak voor zijn dood verkocht Cope zijn verzameling aan het American Museum of Natural History. Die instelling had nog jaren lang de handen vol aan het catalogiseren van de massa beenderen. In 1910 schreef Ermine Cowles Case een artikel over obscure vondsten die Cope uit het Perm van Texas verzameld had. Daarbij kwamen ook deze wervels ter sprake die Case herkende als een nieuw type.
Eind jaren dertig legde Alfred Sherwood Romer contacten met de Sovjet-Unie om gezamenlijk synapside fossielen uit de Oeral en Amerika te bestuderen. In het kader van dat project besloot hij een Amerikaanse synapside in een nieuw sovjettijdschrift te beschrijven. Daarbij had hij niet heel veel keuze, dus greep hij terug naar het artikel uit 1910. In 1936 benoemde hij de wervels als de typesoort Ctenospondylus casei. De geslachtsnaam is een combinatie van het Oudgrieks κτείς, kteis, 'kam', met σφόνδυλος, sphondylos, 'wervel', een verwijzing naar het kamvormige rugzeil. De soortaanduiding eert Case.
Het holotype AMNH 4047 is gevonden in een laag van de Belle Plainsformatie, die dateert uit het Artinskien. Het bestaat uit een gedeeltelijk skelet zonder schedel. Bewaard zijn gebleven: een halswervel met doornuitsteeksel, twee ruggenwervels, twee losse doornuitsteeksels en ribben.
In 1936 waren de vondsten nog erg beperkt. In 1964 werd er veel completer materiaal uit Utah en Arizona toegewezen door Peter Paul Vaughn, gevonden in de Organ Rock Shale in de Monument Valley. Dit omvatte de specimina NTM VP 1001: een gedeeltelijk skelet met schedel; NTM VP 10014: losse ruggenwervels; NTM VP 10015: losse ruggenwervels; NTM VP 10016: een neusbeen en parasfenoïde; en NTM VP 10017: een reeks van drie ruggenwervels. Deze fossielen maken deel uit van de collectie van het Navajo Tribal Museum. Voor het eerst was nu schedelmateriaal bekend. Later zouden onderzoekers echter gaan twijfelen over de correctheid van de toewijzing. Een factor daarbij was dat er een tweede soort benoemd zou gaan worden.
In 1978 benoemde en beschreef David Berman de soort Ctenospondylus ninevehensis. De soortaanduiding verwijst naar de Niniveh Limestone Member van de Greeneformatie die dateert uit het Sakmarien. Het holotype is specimen MCZ 3386, door Donald Baird in juni 1955 gevonden bij de Clark Hill in Monroe County, Ohio. Het bestaat uit een gedeeltelijk skelet met fragmentarische schedel, een doornuitsteeksel van de draaier, vier ruggenwervels, vier middelste staartwervels, nekribben, ribben, een schouderblad, twee opperarmbeenderen en de rechterhelft van het bekken. Specimen MCZ 4458, een rechterbovenkaaksbeen, werd aan de soort toegewezen. Berman zag C. ninevehensis basaler dan Ctenospondylus casei, ondanks een gelijke ouderdom. De enige reden voor de toewijzing aan het geslacht was de overeenkomende hoogte van het rugzeil. Later zouden meer specimina van de Clark Hill toegewezen worden: MCZ 8635-42, een schedel; MCZ 8665, een jukbeen en MCZ 3102, een skelet met schedel.

## Beschrijving
De dieren uit Texas, Arizona en Utah hebben een lengte van ongeveer drie meter. Die uit Ohio zijn wat korter. Het kan zijn dat het simpelweg om jongere individuen gaat. Het belangrijkste onderscheidende kenmerk van Ctenospondylus ninevehensis is namelijk het grotere aantal tanden maar sphenacodontiden verminderden hun aantal tandposities naarmate ze ouder werden.
Een uniek kenmerk van Ctenospondylus is de vorm van het rugzeil. De doornuitsteeksels zijn langer dan bij Sphenacodon maar korter dan bij Dimetrodon. Ze zijn ook overdwars platter dan bij dat laatste geslacht. Daarbij ontbreekt het typische klokvormige bovenprofiel van Dimetrodon. Het rugzeil kromt slechts zeer geleidelijk omhoog.
Wat de schedel betreft, lijkt Ctenospondylus zeer sterk op Sphenacodon en Dimetrodon. De kop is lang en draagt grote grijptanden.

## Fylogenie
Romer plaatste Ctenospondylus in de Sphenacodontinae. Die kwamen overeen met de huidige Sphenacodontidae maar Ctenospondylus bevindt zich ook in de Sphenacodontinae zoals dat tegenwoordig gedefinieerd wordt, als directe verwant van Sphenacodon en Dimeterodon. Tegenwoordig wordt het kortere rugzeil niet meer als een basaal kenmerk maar juist een afgeleid kenmerk gezien. Hoewel de toewijzing van Ctenospondylus ninevehensis minimaal gefundeerd was, blijkt het in moderne analyses toch de zustersoort te zijn van de typesoort C. casei.

## Levenswijze
Ctenospondylus was een roofdier en wellicht de apexpredator van zijn leefgebied.
De functie van het rugzeil is onzeker. Er is een rol vermoed in de regeling van de lichaamstemperatuur maar dat past slecht bij het gegeven dat de rugzeilen later in de evolutie van de sphenacodontiden kleiner werden. Aangezien de dieren van de groep verder sterk op elkaar leken, diende de vorm van het zeil misschien voor de soortherkenning. Op de vindplaatsen waar Ctenospondylus is opgegraven, zijn echter geen andere sphenacodontiden ontdekt.